# Gare de Koppang
La gare de Koppang est une station de la ligne de Røros. La gare se trouve près du village de  Koppang dans la commune de  Stor-Elvdal. Elle fut mise en service en 1875, soit deux ans avant l'ouverture complète de la ligne. On doit la gare à l'architecte Georg Andreas Bull. Le bâtiment a été abandonné à la suite d'une nouvelle construction en 1959, et depuis 1990 la gare fonctionne également comme une gare routière. La gare de Koppangse se situe à 246,81 km d'Oslo et à 352,6 m d'altitude.